# Horná Poruba
Horná Poruba és un poble i municipi d'Eslovàquia que es troba a la regió de Trenčín.

## Història
La primera menció escrita de la vila es remunta al 1355.

## Demografia
| Godina             | 1994 | 2004   | 2014   | 2024   |
| ------------------ | ---- | ------ | ------ | ------ |
| Nombre de persones | 1109 | 1093   | 1073   | 1104   |
| Diferència         |      | −1,44% | −1,82% | +2,88% |

| Godina             | 2023 | 2024   |
| ------------------ | ---- | ------ |
| Nombre de persones | 1110 | 1104   |
| Diferència         |      | −0,54% |